# اسا (تڭموت)
اسا هي إحدى مشيخات المملكة المغربية، تتبع جغرافيا لإقليم طاطا وإداريًا لتڭموت. يقدر عدد سكانها بـ 705 نسمة حسب الإحصاء الرسمي للسكان والسكنى لسنة 2004.